# Gerhard Hotze
Gerhard Hotze (* 12. April 1962 in Hannover) ist ein deutscher katholischer Theologe.

## Leben
Er studierte von 1982 bis 1987 katholischen Theologie in Münster und Rom. Von 1989 bis 2002 war er wissenschaftlicher Mitarbeiter bzw. Assistent im Fachgebiet Neues Testament an den Universitäten Osnabrück/Vechta bei Franz Georg Untergaßmair und Münster bei Karl Kertelge (1926–2009). Er heiratete 1994 Barbara Heitfeld. An der Westfälischen Wilhelms-Universität wurde er 1995 zum Dr. theol. promoviert. Seit Wintersemester 2002/03 ist er Lehrbeauftragter für Neutestamentliche Bibelwissenschaft an der Philosophisch-Theologischen Hochschule Münster. Er vertrat von 2004 bis 2013 Lehrstühle für Neues Testament bzw. Biblische Theologie an den Universitäten Dresden, Köln, Osnabrück/Vechta, Wuppertal und Aachen. Nach der Habilitation zum Privatdozenten 2005 im Fach Neues Testament an der Universität Osnabrück wurde er 2008 zum Professor für Neutestamentliche Bibelwissenschaft an der Philosophisch-Theologischen Hochschule Münster ernannt.
Seine Forschungs- und Arbeitsschwerpunkte sind paulinische Theologie, lukanische Theologie, biblische Hermeneutik, Theologie und Hochschuldidaktik und katechetische Vermittlung der Bibel.

## Publikationen (Auswahl)
- mit Franz Georg Untergaßmair und Michael Kappes: Zum Thema. Wie wörtlich ist die Bibel zu verstehen?. 3. völlig überarbeitete Auflage, Bonifatius, Paderborn 1995, ISBN 3-87088-891-1.
- Paradoxien bei Paulus. Untersuchungen zu einer elementaren Denkform in seiner Theologie (= Neutestamentliche Abhandlungen. Neue Folge, Band 33). Aschendorff, Münster 1997, ISBN 3-402-04781-0 (zugleich Dissertation, Münster 1995).
- als Herausgeber mit Egon Spiegel: Verantwortete Exegese. Hermeneutische Zugänge – exegetische Studien – systematische Reflexionen – ökumenische Perspektiven – praktische Konkretionen. Franz Georg Untergaßmair zum 65. Geburtstag (= Vechtaer Beiträge zur Theologie. Band 13). Lit, Berlin u. a. 2006, ISBN 3-8258-0064-4.
- Jesus als Gast. Studien zu einem christologischen Leitmotiv im Lukasevangelium (= Forschung zur Bibel, Band 111). Echter-Verl., Würzburg 2007, ISBN 3-429-02872-8 (zugleich Habilitationsschrift, Osnabrück 2005).
- als Herausgeber mit Tobias Nicklas, Markus Tomberg und Jan-Heiner Tück: Jesus begegnen. Zugänge zur Christologie (= Theologische Module. Band 3). Herder, Freiburg u. a. 2009, ISBN 978-3-451-29662-8.